# Автобан A14 (Німеччина)
Федеральний автобан 14 (A14, нім. Bundesautobahn 14) — автобан у Німеччині, що з'єднує важливі міста федеральних земель Саксонія, Саксонія-Ангальт і Мекленбург-Передня Померанія. Складається з двох ділянок, станом на 2019 рік не з'єднаних між собою: північної (від перетину з  до Карштедта), і південної (від Магдебурга до з'єднання з ).
10 вересня 2019 року було затверджене остаточне рішення про добудову A14 по усій довжині, від Магдебурга до Балтійського моря. Після завершення будівництва загальна довжина автобану становитиме приблизно 422 км.
До завершення будівництва сполучення двох відрізків здійснюється федеральними трасами  і .

## Маршрут

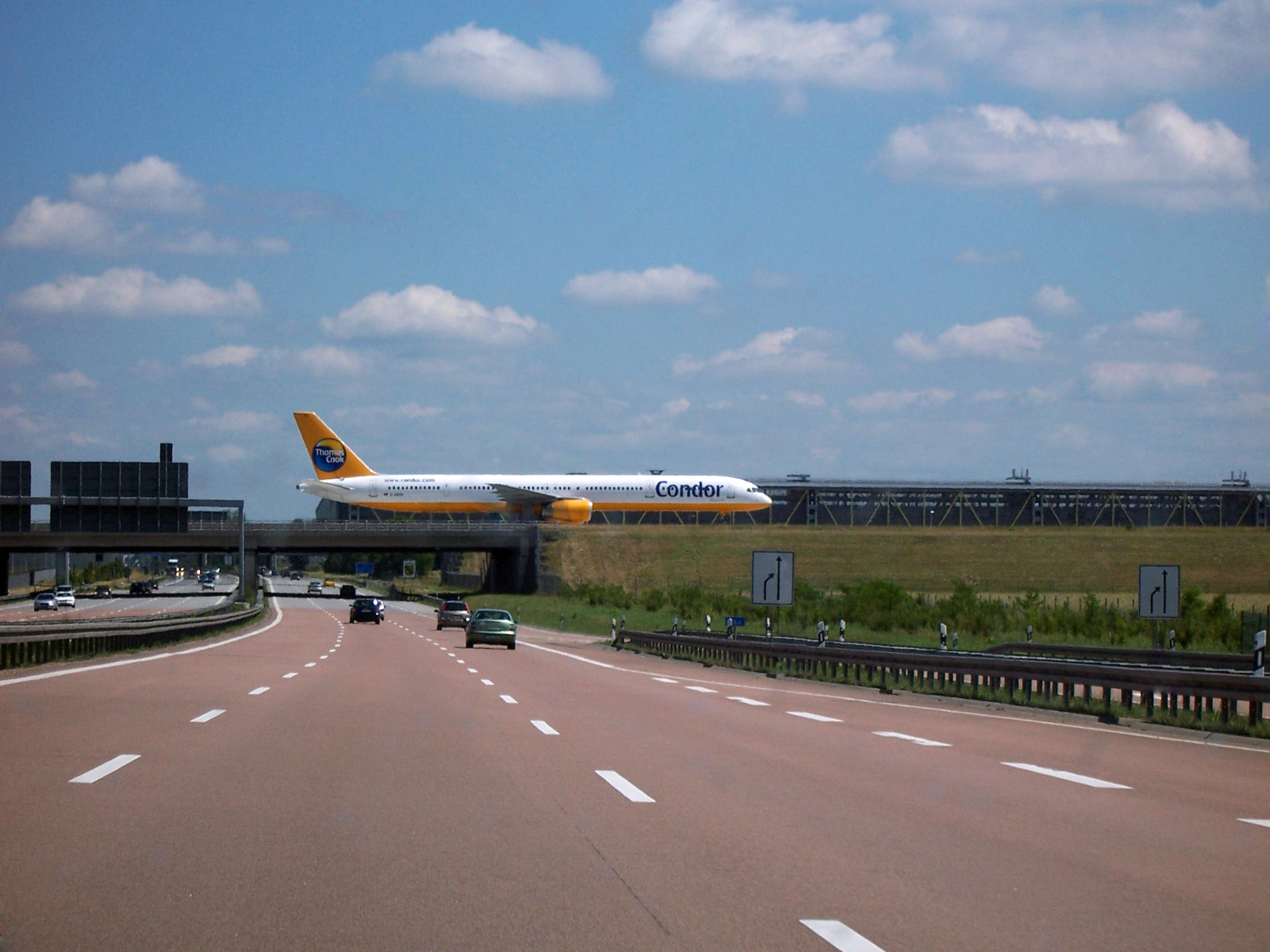
Шляхопровід над автобаном A14 у районі Лейпцигського аеропорту, по якому переміщується літак.

| Автобан A14 (північна частина) | Автобан A14 (північна частина) | Автобан A14 (північна частина) |
| ------------------------------ | ------------------------------ | ------------------------------ |
| 0 км                           | Вісмар-схід                    |                                |
| 26                             | Шверін-північний схід          |                                |
| 37                             | Шверін-південний схід          |                                |
| 57                             | Кройц Шверін                   |                                |
| 71                             | Людвігслюст                    |                                |
| 94 км                          | Карштедт                       |                                |

| Автобан A14 (південна частина) | Автобан A14 (південна частина) | Автобан A14 (південна частина) |
| ------------------------------ | ------------------------------ | ------------------------------ |
| 0 км                           | Кольбіц                        |                                |
| 16                             | Магдебург-північний захід      |                                |
| 19                             | Магдебург-захід                |                                |
| 28                             | Магдебург-південь              |                                |
| 39                             | Шенебек (Ельбе)                |                                |
| 62                             | Ільберштедт                    |                                |
| 70                             | Пльоцкау                       |                                |
| 110                            | Галле-Пайссен                  |                                |
| 124                            | Кройц Шкойдіц                  |                                |
| 137                            | Лейпциг-північ                 |                                |
| 144                            | Лейпциг-північний схід         |                                |
| 147                            | Лейпциг-схід                   |                                |
| 153                            | Партенауе                      |                                |
| 168                            | Грімма-північ                  |                                |
| 199                            | Дьобельн-північ                |                                |
| 205                            | Дьобельн-схід                  |                                |
| 208 км                         | Носсен                         |                                |